# Tierra de Tábara
La Tierra de Tábara es una comarca española de la provincia de Zamora que recibe su nombre de la localidad de Tábara. 
Esta comarca, a pesar de su gran sentido de identidad, con características geográficas, económicas, sociales e históricas afines, no cuenta con el necesario reconocimiento legal para su desarrollo administrativo, lo que ha llevado a sus municipios a organizarse en mancomunidades como única fórmula legal que les permite la optimización de la gestión de algunos servicios públicos municipales.
No existe unanimidad sobre su territorio, ya que para unos se encuentra incluida dentro de la comarca de Aliste, algunos la integran dentro de la Tierra de Alba y otros le dan identidad propia como comarca de Tábara. Elijamos una u otras opciones, su existencia refleja una clara transición entre Aliste y Tierra de Campos.

## Geografía
La comarca de la Tierra de Tábara, se encuentra situada en la zona centro-oeste de la provincia de Zamora, englobando en términos generales las tierras comprendidas entre la sierra de la Culebra al norte, el embalse de Ricobayo al sur, el río Esla al este y el río Aliste al oeste.

### Municipios
Para definir el ámbito territorial de la comarca de Tábara, se ha de partir del núcleo central formado por las poblaciones de la denominada «Tierra Vieja de Tábara» que en el 1371 fueron donadas al noble Gómez Pérez de Valderrábano por Enrique II de Castilla. A dicho señorío se añadieron en momentos posteriores otras poblaciones que acabaron conformando el territorio definitivo del marquesado de Tábara. Lo componen, al margen de despoblados y dehesas, las siguientes entidades: la villa de Tábara, Litos, Moreruela de Tábara, Santa Eulalia de Tábara, Pozuelo de Tábara, Riofrío de Aliste, San Martín de Tábara, Sesnández, Escober, Ferreruela y Abejera. Además de estos municipios, hay algunos otros como los casos de Ferreras de Abajo, Villanueva de Valrojo, Sarracín de Aliste y Cabañas de Aliste, que se han incluido de alguna forma dentro de esta comarca debido a sus condiciones geográficas o administrativas que los han mantenido en relación con la comarca de Tábara.
Villanueva de Valrojo
| Municipio              | Superficie | Habitantes | Anejos                                  |
| ---------------------- | ---------- | ---------- | --------------------------------------- |
| Faramontanos de Tábara | 54,39      | 400        |                                         |
| Ferreras de Abajo      | 88,15      | 599        | Litos                                   |
| Ferreruela             | 94,27      | 543        | Escober de Tábara y Sesnández de Tábara |
| Moreruela de Tábara    | 68,15      | 360        | Santa Eulalia de Tábara                 |
| Pozuelo de Tábara      | 25,69      | 164        |                                         |
| Tábara                 | 112,68     | 838        |                                         |